# Форт-Пірс-Саут (Флорида)
Форт-Пірс-Саут (англ. Fort Pierce South) — переписна місцевість (CDP) в США, в окрузі Сент-Люсі штату Флорида. Населення — 5209 осіб (2020).

## Географія
Форт-Пірс-Саут розташований за координатами 27°24′35″ пн. ш. 80°21′14″ зх. д. / 27.40972° пн. ш. 80.35389° зх. д. (27.409604, -80.353879).  За даними Бюро перепису населення США в 2010 році переписна місцевість мала площу 7,32 км², уся площа — суходіл.

## Демографія
Згідно з переписом 2010 року, у переписній місцевості мешкали 5062 особи в 1750 домогосподарствах у складі 1199 родин. Густота населення становила 692 особи/км².  Було 2032 помешкання (278/км²).
Расовий склад населення:
| - 65,4 % — білих - 15,9 % — чорних або афроамериканців - 0,8 % — азіатів - 0,5 % — корінних американців - 0,1 % — вихідців з тихоокеанських островів - 14,3 % — осіб інших рас |

До двох чи більше рас належало 3,0 %. Частка іспаномовних становила 31,3 % від усіх жителів.
За віковим діапазоном населення розподілялося таким чином: 27,7 % — особи молодші 18 років, 59,5 % — особи у віці 18—64 років, 12,8 % — особи у віці 65 років та старші. Медіана віку мешканця становила 35,8 року. На 100 осіб жіночої статі у переписній місцевості припадало 97,3 чоловіків;  на 100 жінок у віці від 18 років та старших — 97,5 чоловіків також старших 18 років.
Середній дохід на одне домашнє господарство  становив 42 576 доларів США (медіана — 30 757), а середній дохід на одну сім'ю — 49 435 доларів (медіана — 41 250). Медіана доходів становила 30 391 долар для чоловіків та 33 008 доларів для жінок. За межею бідності перебувало 25,0 % осіб, у тому числі 47,2 % дітей у віці до 18 років та 7,6 % осіб у віці 65 років та старших.
Цивільне працевлаштоване населення становило 1893 особи. Основні галузі зайнятості: будівництво — 22,7 %, освіта, охорона здоров'я та соціальна допомога — 21,4 %, мистецтво, розваги та відпочинок — 15,4 %, роздрібна торгівля — 12,8 %.